# イノシシ属
イノシシ属（イノシシぞく、Sus）は、哺乳綱偶蹄目（鯨偶蹄目とする説もあり）イノシシ科に分類される属。
雑食性で、大食いであると思われがちである一方、概して社会性と知性を持った動物である。
英語では "pig" や "hog" と表され、この言葉は通常はイノシシ属の中でも特に「ブタ」のことを表す。また、英語を含む多くの国の言葉で、しばしば悪口として用いられる。
ブタ(Sus domestica)とイノシシ(Sus scrofa)を同種とみなす科学者もおり、その場合ブタはSus scrofa domesticaという学名で呼ばれる。

## 分類
コビトイノシシを本属に含む説もある。一方でコビトイノシシを含んだ場合でも、前臼歯と乳頭の数が他種よりも少ないことからコビトイノシシのみでコビトイノシシ亜属Porculaを構成する説もあった。2007年に発表されたミトコンドリアDNAの制御領域・シトクロムb・16S rRNAの塩基配列を決定してベイズ法による系統推定から、コビトイノシシのみで独立した属を構成する説もある。
以下のコビトイノシシを除いた分類・英名はMSW3(Grubb,2005)に従う（MSW3では本属にコビトイノシシを含めている）。和名は川田ら(2018)に従う。
- Sus ahoenobarbus パラワンイノシシ Palawan pig
- Sus barbatus ヒゲイノシシ Bearded pig
- †Sus bucculentus オオクチイノシシ Heude's pig
- Sus cebifrons ヴィサヤンヒゲイノシシ Visayan warty pig
- Sus celebensis セレベスヒゲイノシシ Celebes warty pig
- Sus oliveri オリバーヒゲイノシシ Oliver's warty pig
- Sus philippensis フィリピンヒゲイノシシ Philippin warty pig
- Sus scrofa イノシシ Wild boar
- Sus verrucosus スンダイボイノシシ Javan warty pig

## 概要
イノシシ属は突き出た鼻、小さな目、巻いて短い尾、太い体、短い脚を持つ。それぞれの足には4本の蹄があり、真ん中の2本の大きい蹄は歩くのに用いられる。
熱帯では年中飼育が行われるが、出産のピークは雨季である。メスはおおよそ8カ月から18カ月の頃に妊娠し、21日ごとに発情期を迎える。イノシシはオスは5 - 7か月で性成熟し、メスは生後10か月ほどで出産ができるようになる。イノシシは1回に5 - 6頭の幼獣を、年に2回以上に分けて産むこともある。オスは8カ月から10カ月で性的に成熟し、一腹から、6匹から12匹の子供が生まれる。子供が乳離れすると、2つかそれ以上の家族が次の交配時期まで一緒に暮らす。
イノシシ属の汗腺はほとんどがアポクリン腺で、ヒトなどで体温調節に用いられるエクリン腺はほぼないため、暑い時期には水や泥を使って体温を下げる。皮膚を日焼けから保護するためにも泥が用いられる。また泥によってハエや寄生虫から身を守ることにもなる。
イノシシ属は、大きな顔の中央に、前鼻骨と軟骨で支持された、真っ直ぐに突き出た鼻を持つ。その鼻は、食糧を探すために土に穴を掘るのに用いられ、非常に敏感な感覚器になっている。
イノシシ属は44本の歯を持つ。犬歯は生涯に渡って成長し、上下が擦れ合うことで鋭くなる。

## 分布
世界中に約20億匹が存在し、特に家畜化されたブタは地球上でもっとも多い哺乳類の種の1つである。ブタはイノシシを家畜化したもので、最も数が多く広範囲に分布する動物の1つである。多くの亜種が、厳しい気候のユーラシア大陸及びその周囲の島、アイルランド、インドから日本、シベリアにかけて以外の世界中の地域に生息する。既に絶滅してしまった地域もあるが、急増している地域もあり、個体数は安定している。インドネシア、マレーシア、フィリピン等 の多くの島では、野生のイノシシと長い間隔離され、多くの異なった種に進化している。人間がオーストラリアや南北アメリカ等に持ち込んだ家畜のブタが逃げ 出して野生化することもある。これらは環境に良く適応し、人間のコントロールの外で個体数を増やして生息範囲を広げている。

## 食性
イノシシ属は雑食性で、植物も動物も食べる。野生では狩猟採集を行い、主に葉、草、根、果実、花等を食べる。

## 人間との関係
農作物を食害する害獣とみなされることもある。
森林伐採などによる生息地の破壊、乱獲、野生化したブタとの交雑による遺伝子汚染などにより、生息数が減少している種・個体群もいる。
イノシシ属は知能が高く、教えれば様々な仕事や芸をこなせるようになる。近年では、特に小型のものがペットとしても人気がある。
ブタは、豚肉や皮革を得る目的で、畜産農家によって飼育される。また剛毛もブラシとして用いられる。アジアのポットベリー・ピッグはペットとして飼われている。
ヨーロッパの多くの国では、ブタの優れた嗅覚をトリュフを探すのに利用している。

### 家畜化

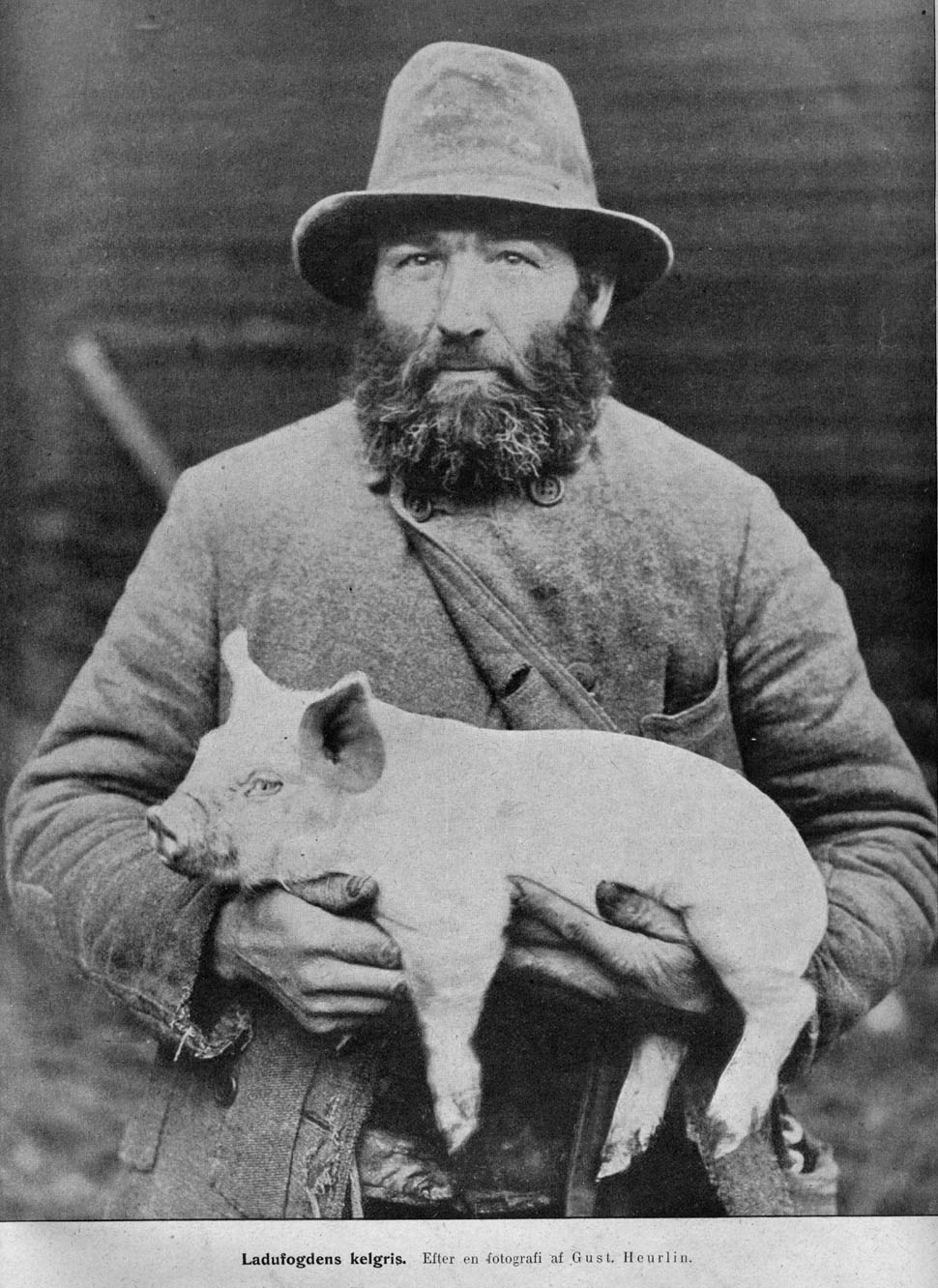
20世紀初頭のスウェーデンの養豚業者

イノシシ属は、旧世界で古代から家畜化されてきた。考古学的な証拠から、13,000年前から12,700年前頃から中東のチグリス盆地で、今日ニューギニアで野生のイノシシを管理しているのと似たような方法で家畜化が始まったと考えられている。イノシシ属の遺物は、11,400年以上前のキプロスの地層から発見されており、その頃までに大陸からもたらされたものと考えられている。中国でも独自に家畜化が始められている。
インドでは主にゴア州で家畜としての長い歴史があり、田舎には豚便所がある。
イノシシ属はエルナンド・デ・ソトやその他の初期のスペインの探検家によって、ヨーロッパから北アメリカ大陸南東部に持ち込まれた。
ブタの学名はSus scrofaであるが、S. scrofaはイノシシに対して用い、家畜化されたブタはS. domesticusとする学者もいる。約5,000年前から7,000年前に家畜化されたと考えられている。毛は固くごわごわしている。皮膚の色は生まれた時は茶色だが、年を経るごとに灰色がかってくる。上顎の犬歯は牙として外側にカーブし、突き出ている。他の偶蹄目と比べると、頭は比較的長く、いぼがない。体長は0.9mから1.8mで、体重は50kgから350kgである。

## 環境への影響

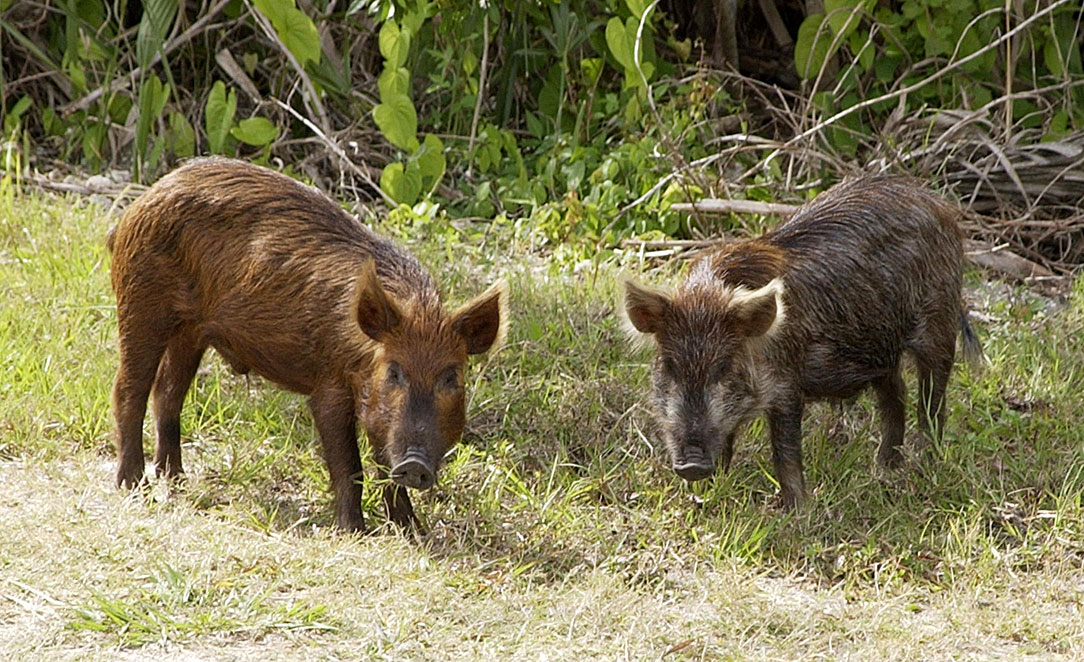
フロリダ州の野生のイノシシ

逃げ出した家畜のブタや野生に放されたもの、また時には狩猟用に持ち込まれた野生のイノシシ等が、南北アメリカ、オーストラリア、ニュージーランド、ハワイやその他の、もともとイノシシ属が生息していなかった地域で大繁殖している。外来種として野生に還ったブタやイノシシは、その場所の生態系を大きく変える原因になる。雑食性、攻撃性、植物を根ごと引き抜いて食べる習性によって、生態系が大きく変わってしまう。また、小動物も食べ、鳥の巣を破壊することもある。国際自然保護連合は、野生のブタを世界の侵略的外来種ワースト100に選定している。

## 健康問題
イノシシ属は様々な寄生生物の宿主となり、人間への感染を引き起こす。その中には、旋毛虫症、有鉤条虫、嚢虫症、ブルセラ症等もある。消化管の中に大量の回虫がいることも知られている。このように寄生虫や病原体が多いことが、豚肉をあまり生では食べない理由の1つである。いくつかの宗教では、豚肉を不浄なものとしている。
イノシシ属は気管支炎や肺炎にも感染しやすい。体の大きさに比べて肺が小さいため、気管支炎や肺炎は致死性になりやすい。インフルエンザやエボラ出血熱のウイルスを拡散する懸念も持たれている。
イノシシ属は攻撃的で、野生のイノシシ属が存在する地域では、イノシシ属が原因となる怪我も多い。